# TAG Heuer
TAG Heuer SA (/ˌtæɡˈhɔɪ.ər/) é um fabricante suíço de relógios de pulso de luxo com sede em La Chaux-de-Fonds. A empresa projeta, fabrica e comercializa relógios de luxo bem como acessórios de moda. É detida pela LVMH.
A TAG Heuer surgiu como Uhrenmanufaktur Heuer AG, fundada em 1860 por Edouard Heuer em Saint-Imier, Suíça. Em 1985, o Grupo TAG comprou uma participação majoritária na empresa, formando a TAG Heuer. Em 1999, o conglomerado francês de artigos de luxo LVMH comprou quase 100% da empresa suíça.
O nome TAG Heuer é formado pela combinação das iniciais de "Techniques d'Avant Garde" e o sobrenome do fundador.

## História
As origens da empresa remonta ao ano de 1860, quando Edouard Heuer fundou a Uhrenmanufaktur Heuer AG em Saint-Imier, na Suíça. A TAG Heuer foi fundada em 1985 quando a TAG (Techniques d'Avant Garde), fabricante de artigos de alta tecnologia, tais como turbocompressores de cerâmica para carros de Fórmula 1, e o empresário britânico Ron Dennis, adquiriram a Heuer, que já era uma relojoaria renomada que tinha-se especializado em cronógrafos de corrida. Juntas modernizaram a linha de produtos e tornaram-se numa das maiores empresas fabricantes de relógios suíços, com uma marca super valiosa e nome mundialmente conhecido.
Em 1999, a TAG Heuer aceitou uma oferta da LVMH Moët Hennessy Louis Vuitton S.A. de 1,15 bilhões fancos suíços (452,15 milhões de euros), condicionada à transferência de 50,1% das ações.
A TAG Heuer sempre teve uma conexão forte com as corridas de automóveis, e na realidade foi através de Steve McQueen que se tornou mundialmente conhecida, quando ele usou um cronógrafo Heuer Monaco no filme "Le Mans" de 1971. Tiger Woods é uma das muitas estrelas desportivas patrocinadas pela TAG Heuer. Uma das celebridades mais famosas a ser patrocinada por Tag Heuer foi o tricampeão de Fórmula 1, Ayrton Senna.

## Automobilismo

### Fórmula 1
No final do ano de 2015, a TAG Heuer formou uma parceria com a equipe de Fórmula 1 Red Bull Racing. A parceria incluía o fornecimento para a Red Bull de unidades de potência da marca TAG Heuer fornecidas pela Renault. Com isso, entre as temporadas de 2016 e 2018, a equipe austríaca utilizou os propulsores Renault renomeados para TAG Heuer.
O Grupo TAG, que não tem mais nenhuma relação com a TAG Heuer, deu nome aos Porsche usados pela McLaren nos anos 1980, rebatizados para TAG. A TAG continua atualmente detendo uma porcentagem das ações da McLaren.

#### Vitórias da unidade de potência na Fórmula 1
| Vitória | Temporada | Piloto           | Equipe                       | Grande Prêmio                       |
| ------- | --------- | ---------------- | ---------------------------- | ----------------------------------- |
| 1       | 2016      | Max Verstappen   | Red Bull Racing              | Grande Prêmio da Espanha de 2016    |
| 2       | 2016      | Daniel Ricciardo | Red Bull Racing              | Grande Prêmio da Malásia de 2016    |
| 3       | 2017      | Daniel Ricciardo | Red Bull Racing              | Grande Prêmio do Azerbaijão de 2017 |
| 4       | 2017      | Max Verstappen   | Red Bull Racing              | Grande Prêmio da Malásia de 2017    |
| 5       | 2017      | Max Verstappen   | Red Bull Racing              | Grande Prêmio do México de 2017     |
| 6       | 2018      | Daniel Ricciardo | Aston Martin Red Bull Racing | Grande Prêmio da China de 2018      |
| 7       | 2018      | Daniel Ricciardo | Aston Martin Red Bull Racing | Grande Prêmio de Mônaco de 2018     |
| 8       | 2018      | Max Verstappen   | Aston Martin Red Bull Racing | Grande Prêmio da Áustria de 2018    |
| 9       | 2018      | Max Verstappen   | Aston Martin Red Bull Racing | Grande Prêmio do México de 2018     |

## Curiosidades
- Um cronômetro da Heuer pode ser visto e ouvido na abertura da transmissão do programa de notícias 60 Minutos.
- No final de 2003, a TAG Heuer terminou a sua associação com a Fórmula 1 como cronometrista oficial, sendo substituída pela Siemens.
- No dia 13 de Setembro de 1999 a TAG Heuer aceitou ser comprada pela LVMH Moët Hennessy Louis Vuitton S.A. E formam hoje juntas um dos maiores grupos empresariais da Europa.